# Беленькое (Запорожская область)
Беле́нькое (укр. Біле́ньке) — село, Беленьковский сельский совет, Запорожский район, Запорожская область, Украина.
Код КОАТУУ — 2322180801. Население по переписи 2001 года составляло 4976 человек.
Является административным центром Беленьковского сельского совета, в который, кроме того, входит село
Червоноднепровка.

## Географическое положение
Село Беленькое находится на правом берегу Каховского водохранилища (Днепр), выше по течению примыкает село Беленькое Первое, ниже по течению на расстоянии в 7 км расположено село Червоноднепровка. По селу протекает ручей с запрудой. Через село проходит автомобильная дорога Т-0806.

## История
Село Беленькое основано во второй половине XVIII века вблизи урочища Беленького (отсюда и название). Впервые поселение Беленькое упоминается в исторических документах в 1772 году. В них говорится о войсковой повинности запорожского казачества и об организации в этом селе сторожевого поста для защиты от набегов крымских кочевников.
В Беленьком расположена исправительная колония №99. 28 июля 2025 года по ней ударила четырьмя управляемыми авиабомбами российская армия, убив 16 человек и ранив более 50.

## Достопримечательности
- Имение губернатора Миклашевского М. П. (1797—1802)

## Известные уроженцы
- Верёвкин-Рахальский, Николай Андреевич (1893—1984) — советский военачальник, генерал-лейтенант.
- Верёвкин, Фёдор Андреевич (1895—1979) — советский военачальник, генерал-майор.